# A Free Ride
A Free Ride byl britský němý film z roku 1903. Režisérem byl Percy Stow (1876–1919). Film měl premiéru v září 1903 a v současnosti je považován za ztracený.

## Děj
Děti se psem pozorují, jak se zavlažovací vozík plní čerpadlem. Poté, co nechají vozík bez dozoru a odejdou z místa, začne voda tryskat, čímž všechny kolem pocáká a smočí, dokud neuskočí.